# Eerste klasse schaken 1941/42
Het Eerste klasse-seizoen 1941/42 was het 22e seizoen van de Eerste klasse schaken, destijds de hoogste schaakcompetitie van Nederland. Het Vereenigd Amsterdamsch Schaakgenootschap werd voor de negende keer in zijn historie landskampioen.
In verband met de Tweede Wereldoorlog en de daarmee gepaard gaande reismoeilijkheden was de competitie gereorganiseerd. Voorheen bestond de Eerste klasse uit twee niveaus (de Eerste klasse A en de Eerste klasse B). Vanaf dit seizoen bestond de Eerste klasse uit vier regionale divisies. De kampioenen van deze divisies namen het tegen elkaar op in een eindronde om het landskampioenschap.

## Eindstanden[1]

### Groep West-Noord
| # | Team     | MP | BP  | 1  | 2  | 3  | 4  | 5  | 6  |
| - | -------- | -- | --- | -- | -- | -- | -- | -- | -- |
| 1 | VAS      | 10 | 36½ | -- | 7  | 6½ | 8  | 9½ | 5½ |
| 2 | ASC      | 8  | 29½ | 3  | -- | 6  | 5½ | 8  | 7  |
| 3 | Max Euwe | 6  | 29  | 3½ | 4  | -- | 8½ | 7  | 6  |
| 4 | LSG      | 4  | 21  | 2  | 4½ | 1½ | -- | 7  | 6  |
| 5 | Alkmaar  | 2  | 14  | ½  | 2  | 3  | 3  | -- | 5½ |
| 6 | Haarlem  | 0  | 20  | 4½ | 3  | 4  | 4  | 4½ | -- |

### Groep West-Zuid
| # | Team            | MP | BP  | 1  | 2  | 3  | 4  | 5  | 6  |
| - | --------------- | -- | --- | -- | -- | -- | -- | -- | -- |
| 1 | DD              | 9  | 30  | -- | 5½ | 5  | 7½ | 6  | 6  |
| 2 | Kralingen       | 8  | 27½ | 4½ | -- | 5½ |    | 5½ | 6½ |
| 3 | NRSV            | 5  | 26  | 5  | 4½ | -- | 4½ | 5½ | 6½ |
| 4 | Eindhoven       | 5  | 24  | 2½ |    | 5½ | -- | 6½ | 5  |
| 5 | H. Chr. S. Ver. | 2  | 23  | 4  | 4½ | 4½ | 3½ | -- | 6½ |
| 6 | Spangen         | 0  | 19½ | 4  | 3½ | 3½ | 5  | 3½ | -- |

### Groep Centrum-Noord
| # | Team      | MP | BP  | 1  | 2  | 3  | 4  | 5  | 6  |
| - | --------- | -- | --- | -- | -- | -- | -- | -- | -- |
| 1 | Bussum    | 9  | 31  | -- | 6½ | 6½ | 7  | 5  | 6  |
| 2 | Utrecht   | 7  | 29½ | 3½ | -- | 7  | 5  | 6  | 8  |
| 3 | Staunton  | 5  | 23½ | 3½ | 3  | -- | 6½ | 5  | 5½ |
| 4 | Philidor  | 5  | 23  | 3  | 5  | 3½ | -- | 6  | 5½ |
| 5 | VVGA      | 3  | 23  | 5  | 4  | 5  | 4  | -- | 5  |
| 6 | Hilversum | 1  | 20  | 4  | 2  | 4½ | 4½ | 5  | -- |

### Groep Zuid[2]
| # | Team               | MP | BP  | 1  | 2  | 3  | 4  | 5  |
| - | ------------------ | -- | --- | -- | -- | -- | -- | -- |
| 1 | Philips Schaakclub | 6  | 28  | -- | 4  | 7  | 8  | 9  |
| 2 | Strijdt met Beleid | 6  | 27  | 6  | -- | 4½ | 7½ | 9  |
| 3 | Heerlen            | 4  | 20½ | 3  | 5½ | -- | 4½ | 7½ |
| 4 | 's-Hertogenbosch   | 4  | 16½ | 2  | 2½ | 5½ | -- | 6½ |
| 5 | De Drie Torens     | 0  | 8   | 1  | 1  | 2½ | 3½ | -- |

## Finaleronde om het landskampioenschap
Aan de finaleronde om het landskampioenschap namen deel: Het Vereenigd Amsterdamsch Schaakgenootschap, Discendo Discimus en het Bussums Schaakgenootschap. De Philips Schaakclub nam niet deel aan de finaleronde. 

### Wedstrijden
| Datum       | Locatie                  | Thuis  | Uit    | Uitslag |
| ----------- | ------------------------ | ------ | ------ | ------- |
| 3 mei 1942  | Amsterdamsche Schaakhuis | VAS    | Bussum | 6½-3½   |
| 10 mei 1942 | Hotel de Rozenboom       | Bussum | DD     | 6½-3½   |
| 31 mei 1942 | Nationaal Schaakgebouw   | DD     | VAS    | 4½-5½   |

### Eindstand en kruistabel
| # | Team   | MP | BP | 1  | 2  | 3  |
| - | ------ | -- | -- | -- | -- | -- |
| 1 | VAS    | 4  | 12 | -- | 6½ | 5½ |
| 2 | Bussum | 2  | 10 | 3½ | -- | 6½ |
| 3 | DD     | 0  | 8  | 4½ | 3½ | -- |

Het VAS werd landkampioen.
Eerste klasse

1920/21 · 1921/22 · 1922/23 · 1923/24 · 1924/25 · 1925/26 · 1926/27 · 1927/28 · 1928/29 · 1929/30 · 1930/31 · 1931/32 · 1932/33 · 1933/34 · 1934/35 · 1935/36 · 1936/37 · 1937/38 · 1938/39 · 1939/40 · 1940/41 · 1941/42
Hoofdklasse

1942/43 · 1943/44 · 1944/45 · 1945/46 · 1946/47 · 1947/48 · 
1948/49 · 1949/50 · 1950/51 · 1951/52 · 1952/53 · 1953/54 · 1954/55 · 1955/56 · 1956/57 · 1957/58 · 1958/59 · 1959/60 · 1960/61 · 1961/62 · 1962/63 · 1963/64 · 1964/65 · 1965/66 · 1966/67 · 1967/68 · 1968/69 · 1969/70 · 1970/71 · 1971/72 · 1972/73 · 1973/74 · 1974/75 · 1975/76 · 1976/77 · 1977/78 · 1978/79 · 1979/80 · 1980/81 · 1981/82 · 1982/83 · 1983/84 · 1984/85 · 1985/86 · 1986/87 · 1987/88 · 1988/89 · 1990/91 · 1991/92 · 1992/93 · 1993/94 · 1994/95 · 1995/96
Meesterklasse

1996/97 · 1997/98 · 1998/99 · 1999/00 · 2000/01 · 2001/02 · 2002/03 · 2003/04 · 2004/05 · 2005/06 · 2006/07 · 2007/08 · 2008/09 · 2009/10 · 2010/11 · 2011/12 · 2012/13 · 2013/14 · 2014/15 · 2015/16 · 2016/17 · 2017/18· 2018/19 · 2019/20 · 2020/21 · 2021/22 · 2022/23 · 2023/24 · 2024/25